# ウォーカー (スター・ウォーズ)
ウォーカーは、映画「スター・ウォーズ」シリーズに登場する架空の乗り物である。

## 概要
ウォーカーは脚を使った歩行を移動手段とする、装甲車両である。脚の数は機種により異なり、多くは2足歩行や4足歩行だが、中にはそれ以上の脚を持つ多脚タイプもある。ほとんどの機種は火器と装甲を備えた戦闘を目的とする軍用車両であるが、輸送に特化した機種やクレーンを備え運搬などを目的とした非武装車両もある。
脚を地面につけて移動するため、リパルサーリフトなどが使えない大気条件や地形条件でも運用ができ、反リパルサー妨害装置の影響を受けず、地形の変化にも対応しやすい。脚を使って踏ん張ることができるため、リパルサー式より強力な火器の反動制御に優れていた。長い脚を持つ車高が高い機種は遠くまで見通せて敵を発見しやすかったが、防御を重視して窓はコックピット正面のみという場合が多く、視野は狭かったためセンサーや長距離スコープなどが設置されていた。
機体には優れたバランサーが搭載されているため、不安定そうな見た目に反して、普通に歩行して転倒することはまずなかった。しかし装甲を備えた本体を細長い脚で支えているという高重心、高身長によりバランスは悪く、脚を狙った攻撃を受けた場合は転倒する危険性があった。また装甲を備えてるとはいえ首や足の関節部などは本体部分より強度が弱いため、攻撃を受けて破壊される場合があった。
AT-ATなどの大型の機種は動きが遅く、小回りが利かないため懐に潜り込まれるとほとんど何もできないという弱点もあるため、足元を守る部隊も必要であった。
有名な機種はクワット・ドライブ・ヤード社が開発した、全地形対応型と呼ばれる「AT（All Terrain）」シリーズで、主に銀河共和国、銀河帝国、ファースト・オーダーが運用していた。クローン戦争時代には分離主義者もウォーカータイプのバトルドロイドを使用しており、反乱軍やレジスタンスも鹵獲した機体を使うことがあった。

## 銀河共和国のウォーカー
AT-TE (All Terrain Tactical Enforcer)
AT-ATの直接の祖先にあたる共和国軍の主力歩行兵器。クローン戦争期のジオノーシスの戦いなどで投入されており、ずんぐりとした胴体に本体前面に固定式のコックピット、6本の脚を備え、昆虫のようなスタイルを持つ。機内には2個小隊を収容できるスペースがあり、兵員輸送車としての役割も持つ。AT-ATよりは機体規模が小さく、車高も低い。装甲は備えているが後年のAT-ATほど強固ではなく、ロケットランチャーなどの対車両兵器で破壊されるシーンもある。コックピットもガラス張りで対人ブラスター程度は防げるが、スパイダ―ドロイドクラスの火力には耐えられなかった。
武装は正面4門、後方2門のレーザーキャノン、機体上部にある全方位に向けられるマスドライバー・キャノン。
操縦にはパイロット1名、監視員1名、レーザー・キャノンを操作する補助メンバー4名が必要となり、更に7番目の乗員が外部射撃席からキャノン砲を操作することも可能。共和国攻撃用ガンシップの輸送型により空輸が可能という特徴を持ち、足は遅いものの迅速な展開が可能。脚には吸着機能、磁気化機能があり、垂直の崖や金属の斜面を登る事も可能で、機内を加圧することで宇宙空間でも活動できた。
帝国成立以降は多くが廃棄されるが、一部は銀河内乱以降も使用されている。
SPHA
クローン戦争期のジオノーシスの戦いで投入された12本の脚を持つ、モジュール式の大型自走重砲。砲塔はモジュール式となっており、ターボレーザーの場合はSPHA-T、イオン砲の場合はSPHA-Iと搭載する砲塔によって名称が変わる。SPHAは共和国軍で使用されている兵器の中でも最大の物で、強力な火力を持ち、宇宙船への攻撃にも効果的だった。ジオノーシスの戦いでは集中砲火により通商連合のコアシップを撃墜する戦果を上げている。主に地上で運用されているが、アナキン指揮下のヴェネター級スターデストロイヤーでは腹部ハンガーベイに搭載され、敵クルーザーへの攻撃に使われた。
AT-AP（All Terrain Attack Pod）
共和国軍によって運用された二足歩行のウォーカーで実体弾とレーザー弾を発射可能な2門の砲塔を持つ。移動式の砲台として活躍し主に長距離射撃に使われていた。二足歩行タイプだが実体弾を発射した際の反動を抑える3本目の脚とサスペンション機構を備えていた。
AT-RT (All Terrain Recon Transport)
共和国軍で運用されている小型のウォーカーで主に偵察などに使用されていた。コックピットがむき出しの状態であり、操縦するパイロットは無防備であるがその分視界には優れ、偵察任務に適した機体である。また、サーチライトも装備されており、夜間においても行動が可能。『スター・ウォーズ エピソード3/シスの復讐』では、オーダー66から逃れたヨーダを捜索するシーンに登場。
AT-OT（All Terrain Open Transport）
共和国軍で使用された8本脚のウォーカー。防御用のレーザーキャノン4門を装備しているが、オープントップ設計で上空からの攻撃には無防備なため戦闘用ではなく、主に兵員輸送用として使用された。トルーパー用の座席が34席備えられており、一度に多くの人員を運ぶことができた。『スター・ウォーズ エピソード3/シスの復讐』のフェルーシアのシーンで登場。
AT-XT（All Terrain Experimental Transport）
後年のAT-STに似たシルエットを持つ、共和国の実験的な装甲強襲用ウォーカー。顎の下に2基のレーザー砲と頭部に2基の長距離プロトン迫撃砲を装備していた。ゲーム「スター・ウォーズ クローン・ウォーズ」に登場。
AT-PT (All Terrain Personal Transport)
共和国時代に開発された二足歩行ウォーカーで、全長４ｍ、高さ３ｍとウォーカーとしてはかなり小型の機種。AT-ATの設計思想の元となった。
小型軽量の一人乗り機体で、三連装レーザー砲を装備。装甲はAT-STなどに比べて薄いが、軽量な分スピードは速く、平地では時速60kmで走行可能で45度の傾斜も登れる。兵士をより破壊的な任務に就かせる為の兵器で、作戦能力向上を目的にしている。
帝国時代にも使用されておりゲーム『出撃! ローグ中隊』や『スター・ウォーズ ローグ スコードロン II』などで帝国軍のウォーカーとして登場。 スピンオフ作品に登場した際は、カタナ艦隊に配備されるも行方不明になる。帝国では小規模部隊に配備される。反乱軍が基地より奪取し使用するエピソードもある。

## 銀河帝国のウォーカー
AT-AT（All Terrain Armored Transport）
帝国軍の主力兵器である4足歩行の重武装ウォーカー。

AT-ST (All Terrain Scout Transport)
AT-ATと共に帝国軍の主力を担う二足歩行型ウォーカー。帝国軍の代表的なウォーカーであり映画、ドラマシリーズやゲームにもよく登場する。主に偵察や巡回任務の他、下部からの攻撃に弱いAT-ATの足元を防衛するために運用された。武装は顎部分の中型ブラスター砲2門と機体側面の小型ブラスター、震盪手榴弾ランチャー。一部の特殊部隊では武装や装甲を強化したモデルが使用されている。
ホスの戦いでは戦場の雪原を走行する様子のみが描写されていただけであったが、エンドアの戦いでは森林での戦闘ゆえか小回りの利くAT-STが多数（劇中で確認できるのは4機）投入されイウォーク達を苦しめた。装甲と言えるほどの大した装甲は持たず、耐久力ではAT-ATに及ぶべくもない。さすがに投石や歩兵用ブラスター程度ではほとんどダメージを受けなかったが、イウォークの巨木の丸太を用いた原始的な罠によって2機が破壊されている。さらにこの戦いではチューバッカとイウォークが一機を奪取して乗り回しており、操縦はそれほど難しくないようである。奪取された本機は残る1機をレーザーキャノンで破壊し、さらに帝国軍のストームトルーパー部隊を掃討。そしてハン・ソロは、本機からの偽通信でバンカー内に篭城する帝国兵たちをおびき出してゲートを開けさせ、勝敗を決した。被弾した機体は木っ端微塵に爆散し、薄い装甲に比して非常に高い攻撃力を持つ。
AT-DP (All Terrain Defense Pod)
銀河帝国軍がヤヴィンの戦い以前に惑星ロザルなどに配備していた二足歩行のウォーカー。正史のアニメシリーズ『スターウォーズ：反乱者たち』に登場。
警邏や短距離偵察任務、限られた人数での広範囲のパトロールに向いていた。顎部の｢マード38重レーザー砲｣で武装していたが、AT-STよりも火力は貧弱とされ、まともな戦闘には向いていなかった。
AT-AC（All Terrain Armored Cannon）
帝国時代の初期に使用された2足歩行ウォーカー。AT-STの前身ともいえるモデルで全体的な構造が類似している。武装は顎部の中型2連ブラスターに窓部に取り付けられた2連装ブラスター。アニメ『バット・パッチ』で登場。
AT-AT（初期モデル）
ヤヴィンの戦いの数年前、反乱運動が初期のころに運用されたAT-ATの初期モデル。初期反乱運動を舞台にしたアニメ『反乱者たち』、ゲーム『フォールン・オーダー』などに登場。
シルエットはホスの戦いで使用された後期モデルと変わりないが、後期モデルより大型で頭部の形状、顎部のレーザーキャノンなどが異なっている。
AT-DT（All Terrain Defense Turret）
帝国軍が運用する二足歩行のウォーカーでAT-STの下半身に大砲を載せたような構造をしている。主に長距離攻撃のために使用され、歩く砲台としての役割をしていた。
主砲は強力な砲弾を発射でき攻撃力は高かったが、大型の砲塔を載せているため動きが遅くパイロットはむき出し、装甲も軽装甲なため対車両兵器に脆弱という欠点もあった。『ハンソロ』のミンバン戦役において登場。ATボーラーによる空輸が可能で迅速な展開ができた。
AT-ACT (All Terrain Armored Cargo Transport)
AT-ATより大型で貨物輸送に特化した型。側面には貨物積載時に使用されるオレンジ色のハッチがあり、建築資材や兵器の輸送などのため、主に造船所や研究施設などで運用されていた。AT-ATなどとは異なり戦闘用ではないため、軽装甲であることやヘヴィ・レーザーキャノンが搭載されていないなどの違いがある。
軽装甲とはいえロケットランチャー程度では破壊できない強度を持つため、歩兵には脅威であるが戦闘機クラスの攻撃には耐えられず『ローグ・ワン/スター・ウォーズ・ストーリー』では、XウイングやU-ウイングの攻撃で撃破されている。

## ファースト・オーダーのウォーカー
AT-M6 (All Terrain MegaCaliber Six)
帝国軍の残党組織であるファースト・オーダーが開発したウォーカー。『スター・ウォーズ/最後のジェダイ』で登場。惑星クレイトでのレジスタンスとの戦いで配備された。頭部正面に重連装レーザー砲を2門と頭部側面に中型対艦レーザー砲2門を搭載し、背中の部分に名前の由来である“メガキャリバー6 ”と呼ばれるターボレーザー砲を搭載している。ターボレーザーとそれを稼働させるための動力源を搭載するため、機体はAT-ATの倍近いサイズまでに大型化し、戦闘用ウォーカーとしては最大級の機種となっている。ターボレーザーは強力ではあるが反動も大きいため、反動を抑えるために前脚が大型化しておりゴリラのナックルウォークのようなスタイルとなっている。反乱軍がAT-ATに行ったケーブル攻撃の対策として前脚にはワイヤーカッターも備えられている。
ファースト・オーダーAT-AT
ファースト・オーダーによって改良された新型のAT-AT。全体的な構造は旧帝国の物と変わらず顎部の重レーザー砲が廃止された代わりに側面の中型ブラスターが重レーザー砲に変わっており照準センサーの性能や兵器最充電速度が向上している。
装甲も軽量化された素材による複層構造となっており旧AT-ATより軽くて頑丈な構造となっている。装甲の弱かった膝には装甲カバーが追加されコックピットの装甲も強化されている。
ファースト・オーダーAT-ST
帝国時代の機体をベースに改良が施された新型のAT-ST。姿勢制御システムの改良によりバランスが安定し、軽量素材を用いた装甲により強度も増している。視界についても小窓が二つだけであった帝国時代のものから変更され、横長の窓となり視認性が増している。
AT-HH（All Terrain Heavy Hauler）
タグウォーカーとも呼ばれる重量物の牽引を目的として開発されたウォーカー。『スター・ウォーズ/最後のジェダイ』のクレイトの戦いで登場し、2台がバッタリング・ラムキャノンを牽引するのに使用された。見た目は四角い箱のような形をしており、前列11本、中列と後列に10本の計31本の脚を持つ多脚式構造で脚の40%を失っても歩行が可能となっている。輸送を目的としているため、武装は中型の連射式デュアルレーザー砲が4門のみ。
AT-MA（All Terrain Mobile Artillery）
基地防衛のために設計された4足歩行型ウォーカー。『スター・ウォーズ/フォースの覚醒』のスターキラー基地でのハックス将軍の演説シーンで駐機されているのが映っているが稼働シーンはなし。
AT-PD（All Terrain Patrol Droid）
パトロールドロイドの名の通り有人機ではなく、ドロイドタイプのウォーカー。スターキラー基地に配備され重要拠点を防衛した。
UA-TT（Urban Assault Triped Transport）
ファーストオーダーが都市制圧のため使用したウォーカー兵器。2本の脚と1本のアームを備えておりクローン戦争時代に使われたAT-APに近い外観を持つ。アームは射撃時の反動制御の他、対象を捕まえる為の手としての役割も果たしていた。

## 分離主義者のウォーカー
OG-9 ホーミングスパイダードロイド
バクトイド・アーマー・ワークショップ社が製造した蜘蛛のような形をした4脚のバトルドロイド。ジオノーシスの戦いに同社が開発したDSD1ドワーフ・スパイダー・ドロイドと共に投入され、その後も各地の戦線に投入された。機体上部に照射式の長距離レーザー砲と下部に短距離レーザー砲を備えている。装甲はあまり硬くないようで、AT-TEの主砲の直撃を受けて破壊されるシーンがある。
LM-432 クラブ・ドロイド
テクノ・ユニオンによって製造されたドロイド・ウォーカー。クローン戦争時代に分離主義者によって使用された。小型モデルは4本脚、大型モデルは6本の脚を持ち、不整地での移動に優れていた。腹部に2門のブラスターを搭載し、正面装甲はブラスターを防げるほどの強度があったが、頭部は脆く弱点となっており、ウータパウの戦いではクローントルーパーに頭部に飛び乗られ破壊されるシーンがある。
オクトプタラ トライ・ドロイド
テクノユニオンによって製造された3本脚タイプのウォーカードロイド。単にトライドロイドとも呼ばれる。様々なサイズの物があり小型の対歩兵用機体は全高3.6mほど、大型の対車両用機体は全高15m近いサイズを持つ。3方位に眼を備えているため、死角はほぼ無くどの方位からの攻撃でもすぐに対応できた。武装は眼の位置と同期している回転式レーザー砲。大型の物は対車両用にミサイルランチャーも装備可能。球状の頭部に散布型のウイルス兵器を備えている機種もあり「ウイルス・ドロイド」と呼ばれることもあった。

## その他のウォーカー
OI-CT
クアット・ドライブ・ヤード社が製造した、4足歩行の巨大なクレーンウォーカー。帝国の管理下にある工業惑星で使用されており、物資の輸送、船体の移動などに利用されていた。帝国崩壊後は新共和国でも利用されている。
HI-CT
主に貨物輸送に使用されている4足歩行のクレーンウォーカー。『マンダロリアン』で登場し、港の貨物運搬に利用されていたほか、墜落したレイザークレストを引き上げるのに使われた。
移動式ローディングガントリー
大型クレーンを搭載した4足歩行ウォーカー。主にスクラップ回収に利用されているため、スクラップウォーカーとも呼ばれている。